# Ruth Handler

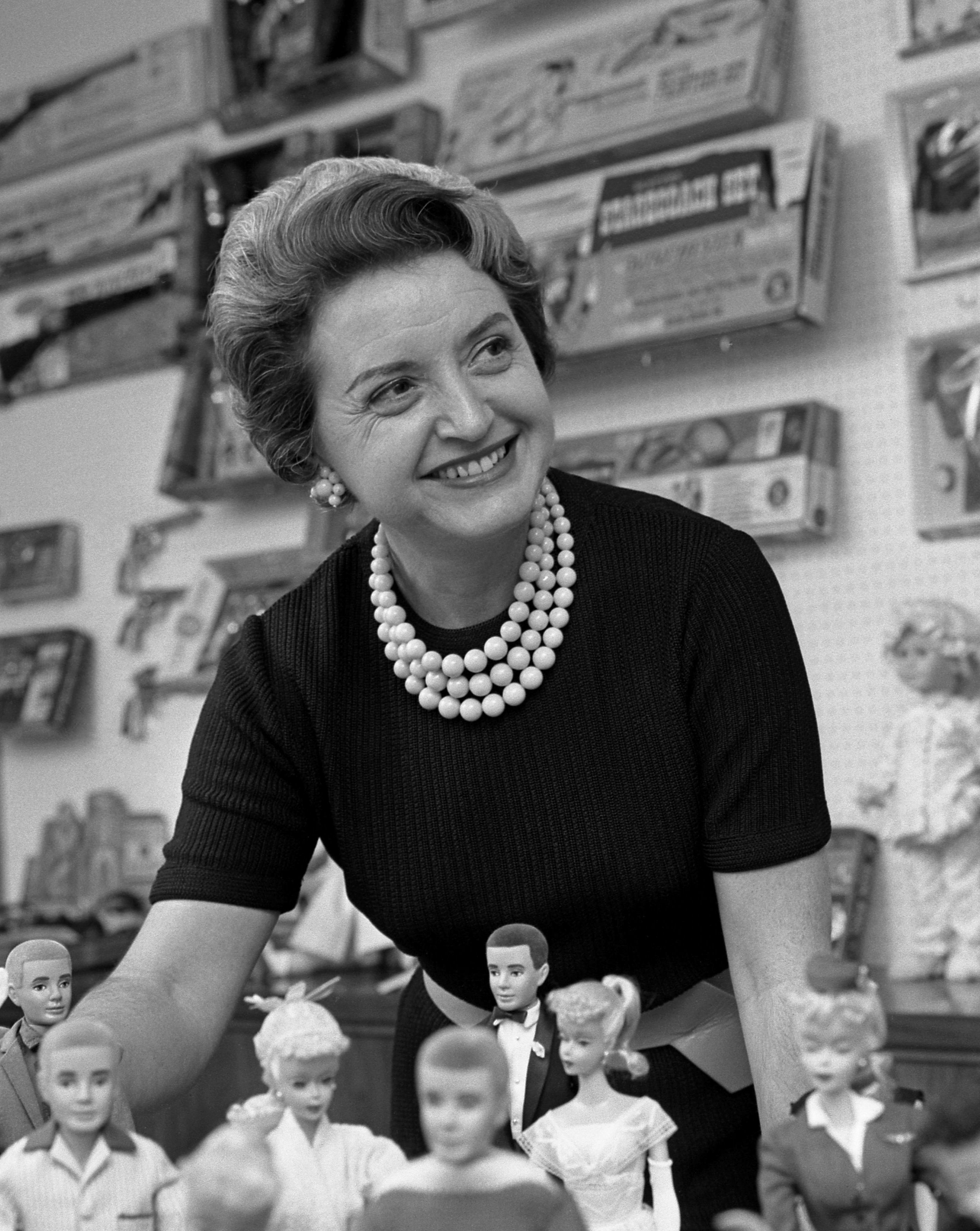
Ruth Handler (1961)

Ruth Handler (* 4. November 1916 in Denver, Colorado, als Ruth Marianna Mosko; † 27. April 2002 in Los Angeles) war eine US-amerikanische Unternehmerin. Sie war Mitbegründerin der Spielwarenfirma Mattel und gilt als „Mutter der Barbie-Puppe“.

## Leben
Ruth Handler wurde 1916 als jüngste Tochter der polnisch-jüdischen Einwanderer Jakob Joseph Mosko und Ida Rubenstein in Denver geboren. 1938 heiratete sie Elliot Handler. Das Ehepaar gründete 1945 zusammen mit Harold Matson eine kleine Firma, um Bilderrahmen und Puppenhausmöbel herzustellen. Da sich die Puppenmöbel gut verkauften, spezialisierte man sich auf die Produktion von diversen Spielwaren.
Auf einer Europareise entdeckte Ruth Handler in der Schweiz in einem Schaufenster eine deutsche Mannequinpuppe namens Lilli, die sie für ihre Tochter Barbara kaufte. Diese Puppe wurde das Vorbild für die Barbie-Puppe, die Mattel ab 1959 verkaufte. Die Unternehmerin erklärte später, sie halte es für wichtig für die Entwicklung des weiblichen Selbstwertgefühls, dass Mädchen mit Puppen spielen, die einen Busen haben. Kritiker bemängelten jedoch, dass die Proportionen Barbies – großer Busen, extrem schmale Taille, lange Beine – eher männlichen Wunschvorstellungen entspreche und sie daher als Spielzeug ungeeignet sei. Barbie war jedoch von Anfang an ein Verkaufsschlager und begründete den Erfolg von Mattel. Sie wird bis heute alljährlich weltweit millionenfach verkauft.
1967 wurde Ruth Handler die Präsidentin des Unternehmens. 1970 erkrankte sie an Brustkrebs. 1974 zog sie sich im Zuge von Ermittlungen gegen sie wegen betrügerischer Bilanzen aus der Führungsetage Mattels zurück. Nach ihrer Brustoperation stellte sie fest, dass die damals erhältlichen Brustprothesen für die wenigsten Frauen gut geeignet waren. Sie gründete daher selber ein Unternehmen zur Herstellung qualitativ hochwertiger Brustprothesen und nannte es Nearly Me.
Ruth Handler starb 2002 im Alter von 85 Jahren und wurde auf dem Hillside Memorial Park Cemetery in Culver City, Kalifornien, beigesetzt. Ihr Ehemann Elliot starb am 21. Juli 2011 im Alter von 95 Jahren in Los Angeles. Er wurde neben seiner Frau beerdigt.

## Trivia
Im Film Barbie aus dem Jahr 2023 porträtiert Rhea Perlman den Geist von Handler in ihren älteren Jahren, der  in der Mattel-Zentrale in Los Angeles wohnt (in der obersten Etage in einer Art „50er-Jahre-Wohnküche“) und der Protagonistin hilft, die ihr stereotypes Barbie-Modell ist (gespielt von Margot Robbie).